# Xuân tiết
Xuân tiết (danh pháp khoa học: Justicia adhatoda) là một loài thực vật có hoa trong họ Ô rô. Loài này được L. mô tả khoa học đầu tiên năm 1753.

## Hình ảnh

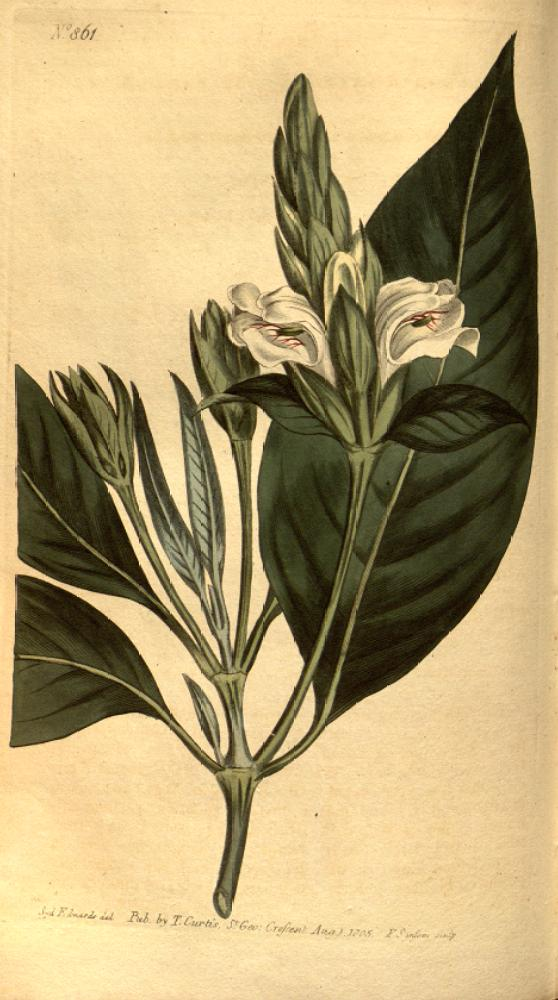
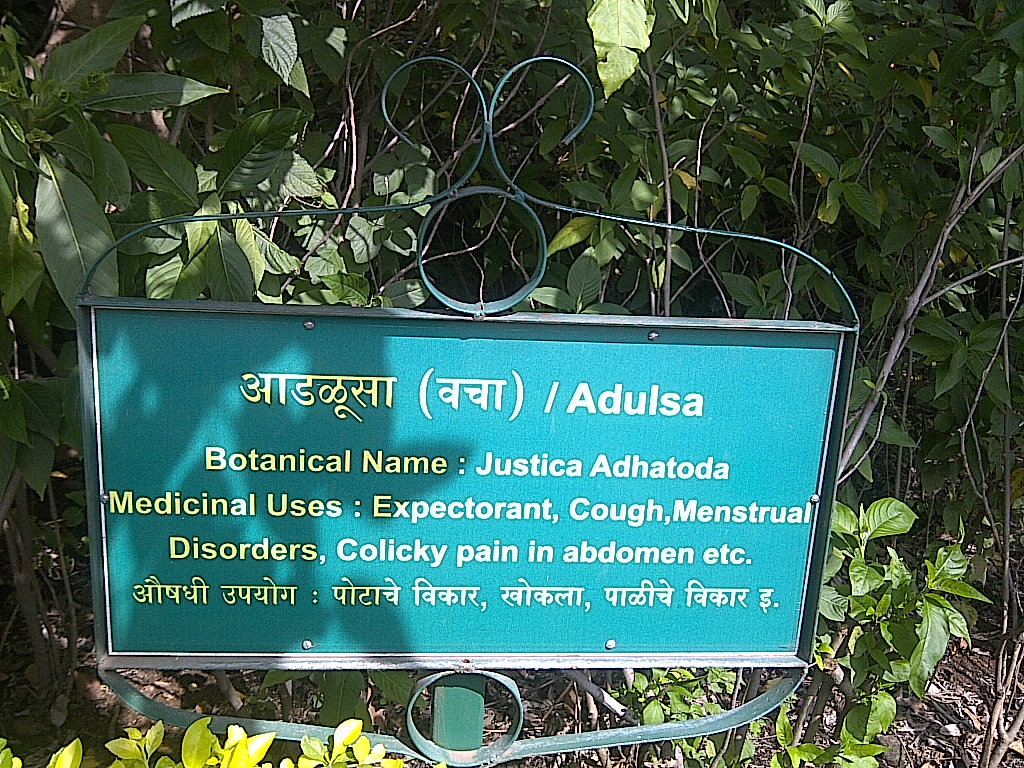
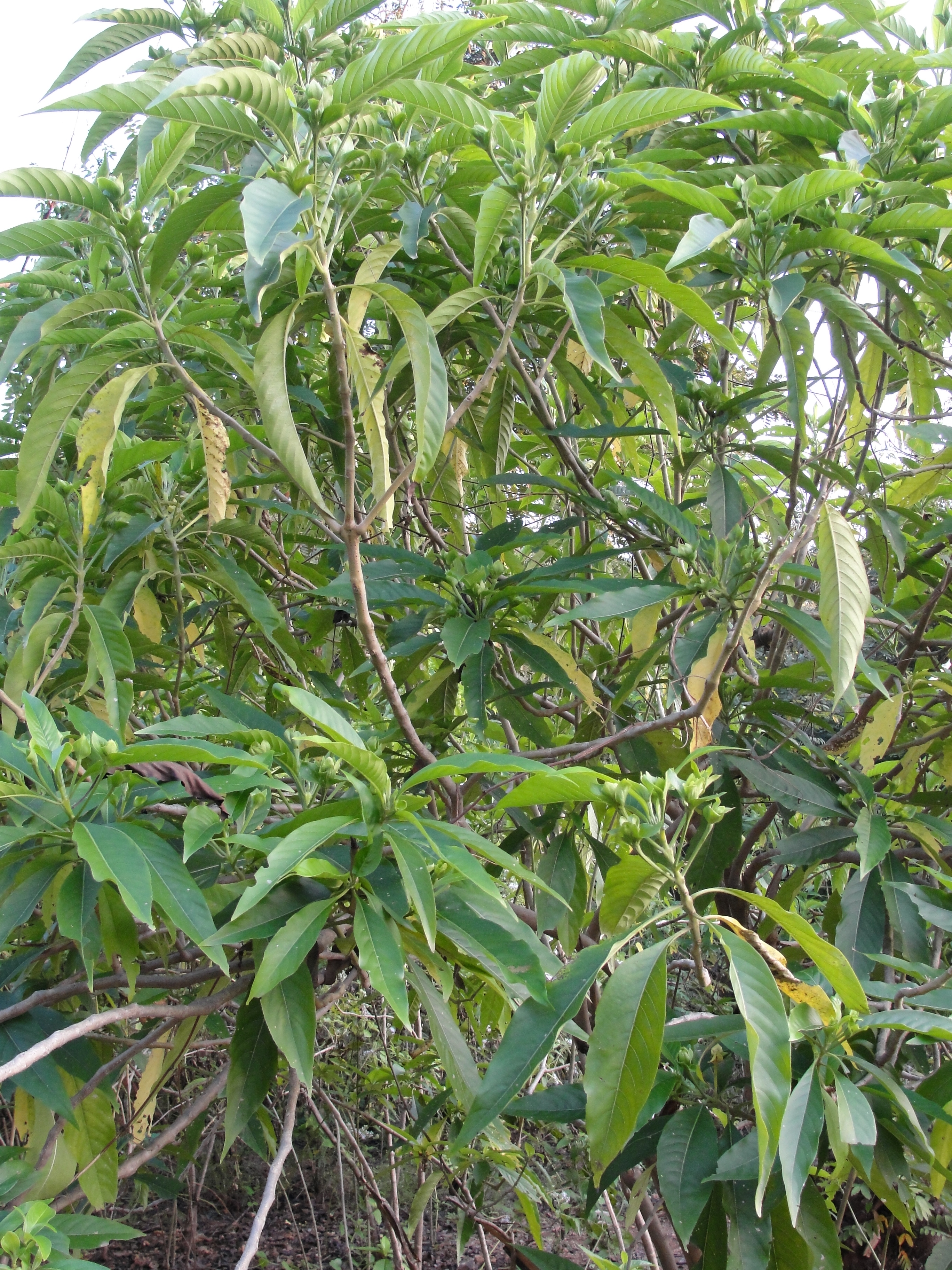
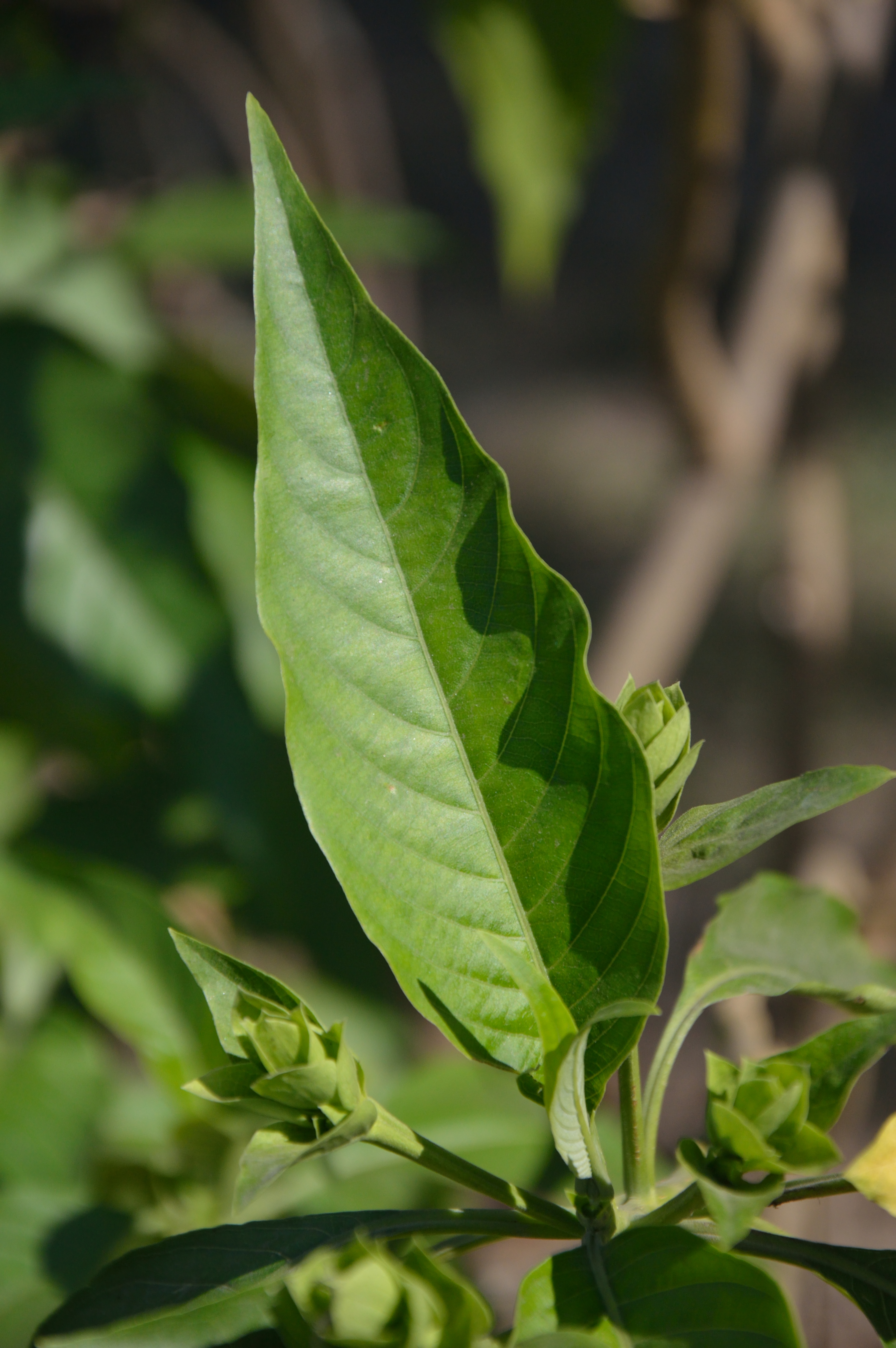